# Munera Gladiatoria
El Munera Gladiatoria és un mosaic romà datat al segle IV amb una escena de lluita de gladiadors que es conserva al museu de la Galeria Borghese a Roma, considerat un dels mosaic més espectaculars de l'època baix imperial romana.

## Emplaçament actual de la peça

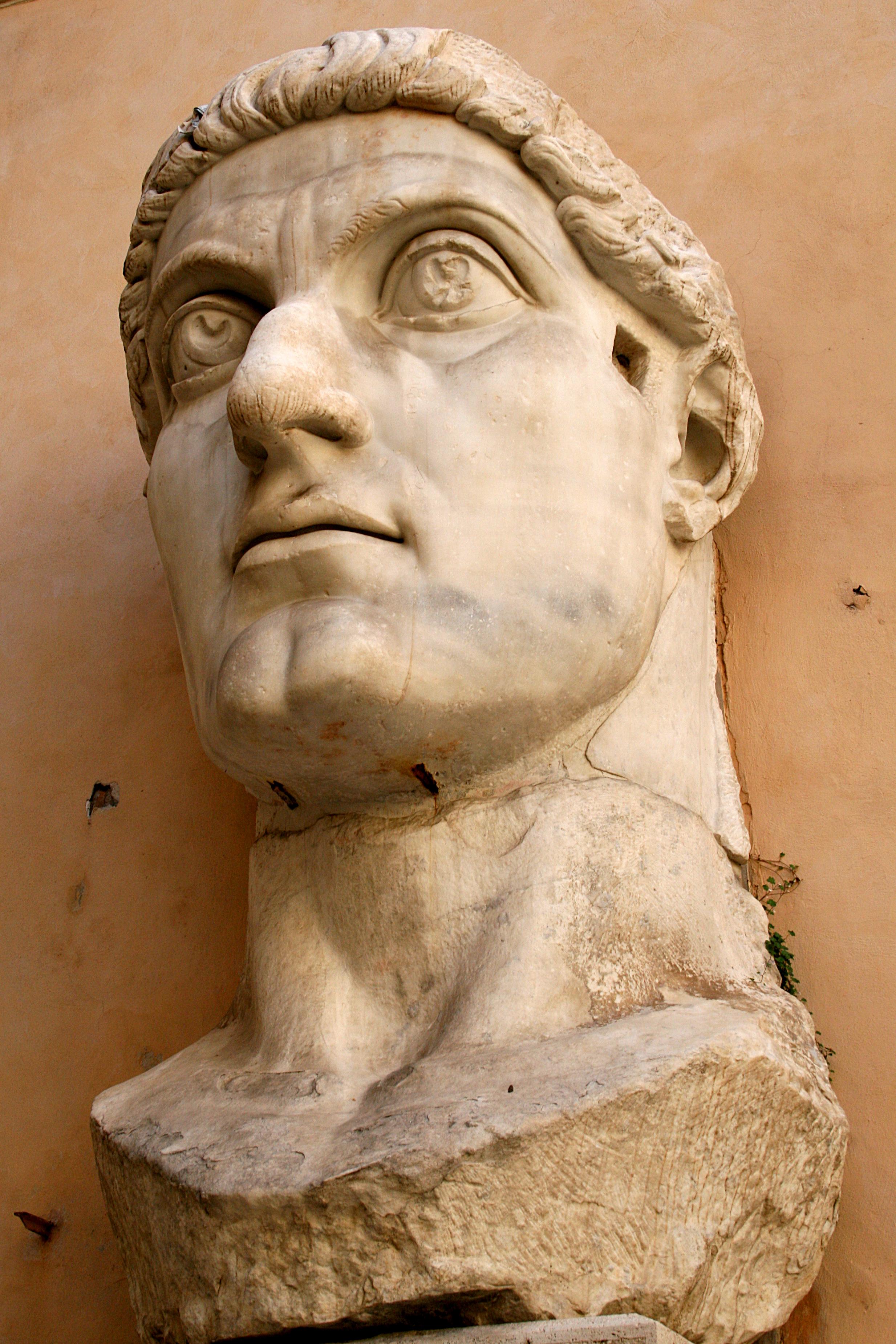
Figura escultòrica romana de Constantí I el Gran, es troba als Museus Capitolins.

El mosaic de la Villa Borghese Munera gladiatoria o mosaic amb escena de caça i de lluita entre gladiadors i feres, fou traslladat al segle xix al seu emplaçament actual, el Museu de la Villa Borghese a Roma, concretament al paviment del saló d'entrada, també anomenat el saló de Mariano Rossi.

## Funció

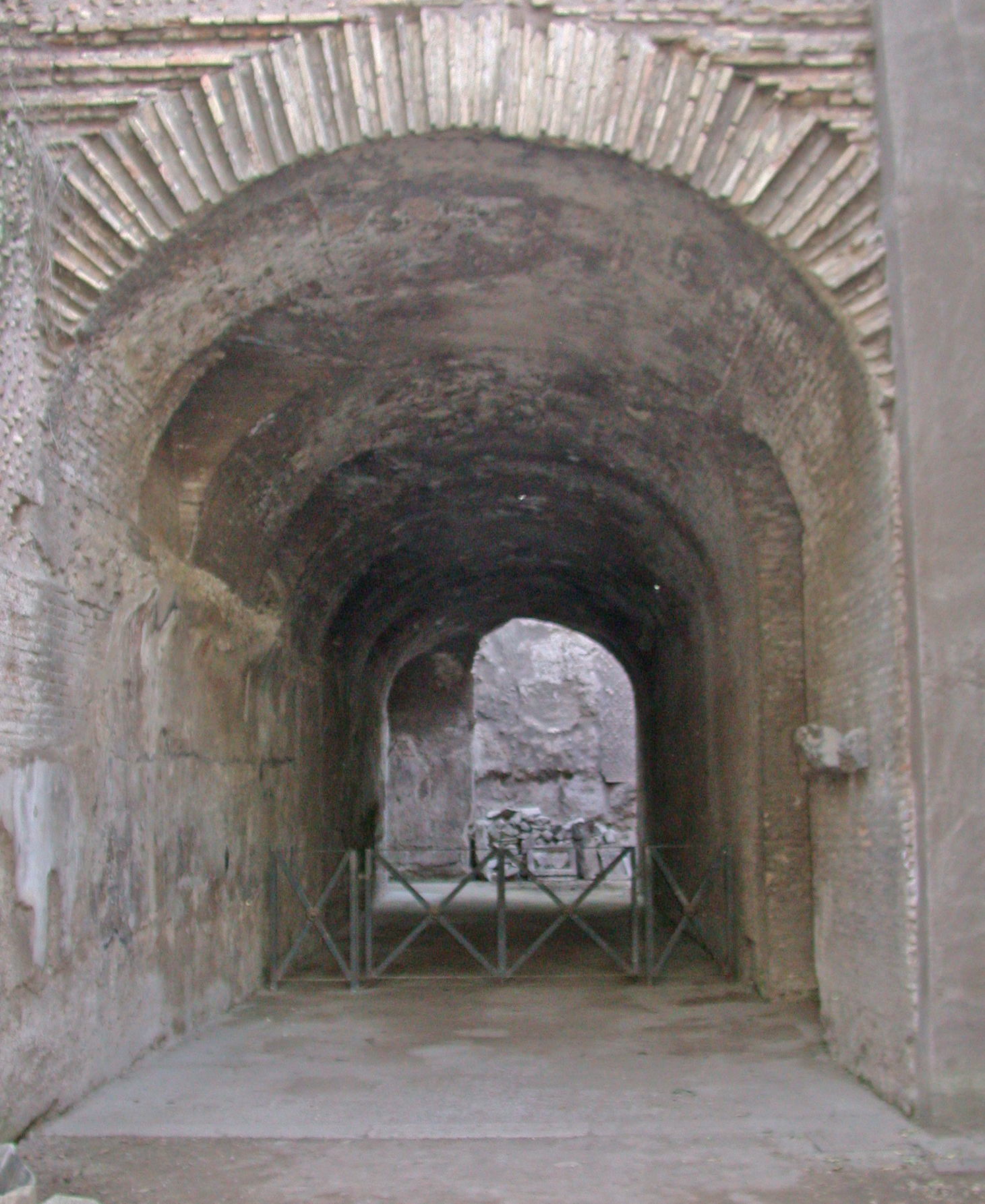
Criptopòrtic de Neró a al Palatí

El mosaic de la Galeria Borghese tenia la funció de decorar el paviment del criptopòrtic d'una vil·la romana. El criptopòrtic era un passadís, pòrtic o galeria subterrània coberta. Una zona protegida de les inclemències del temps. El seu objectiu era resoldre el pendent del terreny sobre el qual s'edificava i era útil per sostenir estructures, representava un fonament. La seva facultat de resguardar de les inclemències meteorològiques, permetia crear un espai fresc que podia ser útil per a la conservació d'aliments, o com a zona de passeig quan el clima era calorós. La decoració del paviment dels habitatges romans sovint s'acompanyava de mosaics de diversos temes i formes de creació. El mosaic de la Villa Borghese era un opus tessellatum. També podien ser opus signinum o opus sectile

## Temàtica

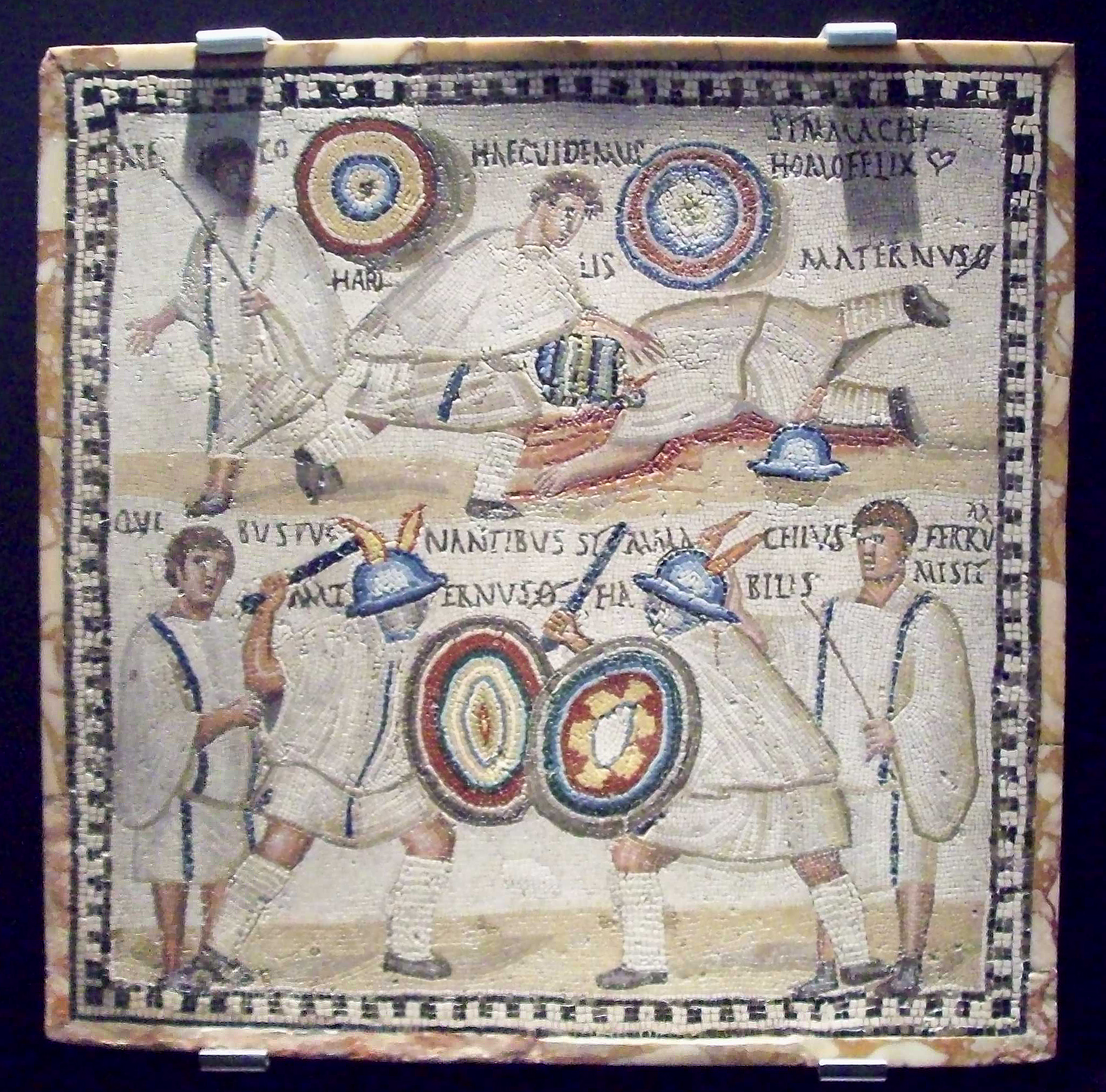
Mosaic romà del, on es representa una Munera gladiatoria

El mosaic romà és considerat una pintura feta pedra. Els temes escollits en la realització d'aquests no tenen identitat pròpia, deriven de l'obra pictòrica o dels tapissos. Així, se'ns mostra com n'era de prolífic aquests motiu en l'artesania romana. Les lluites de gladiadors utilitzades com a decoració, ens donen una idea de l'expectació i la fama que l'arena i els seus protagonistes causaven a la població romana. Sabem que dins de la població dels que admiraven les gestes dels gladiadors, hi havia gent amb una bona posició econòmica que contractaven a artesans per representar a aquelles “estrelles”, i permetre a aquests personatges perviure en la immortalitat que els podia proporcionar formar part d'obres pictòriques, teixits, mosaics o escultures. Per tant, hi havia la voluntat de fer perviure a gladiadors (possiblement amb una vida efímera), que exaltaven al públic amb la seva feina a l'arena, això ens explicaria la voluntat d'incidir els sobrenoms dels gladiadors en aquestes creacions. Si parlem de la decoració de vil·les o domus de les classes altes, sovint s'escull a el mosaic com a representació d'aquestes gestes. Aquests podien ser retrats individuals dels protagonistes, o escenes de combat. Sent, el mosaic Borghese, un exemple d'aquests últims.

## Estil

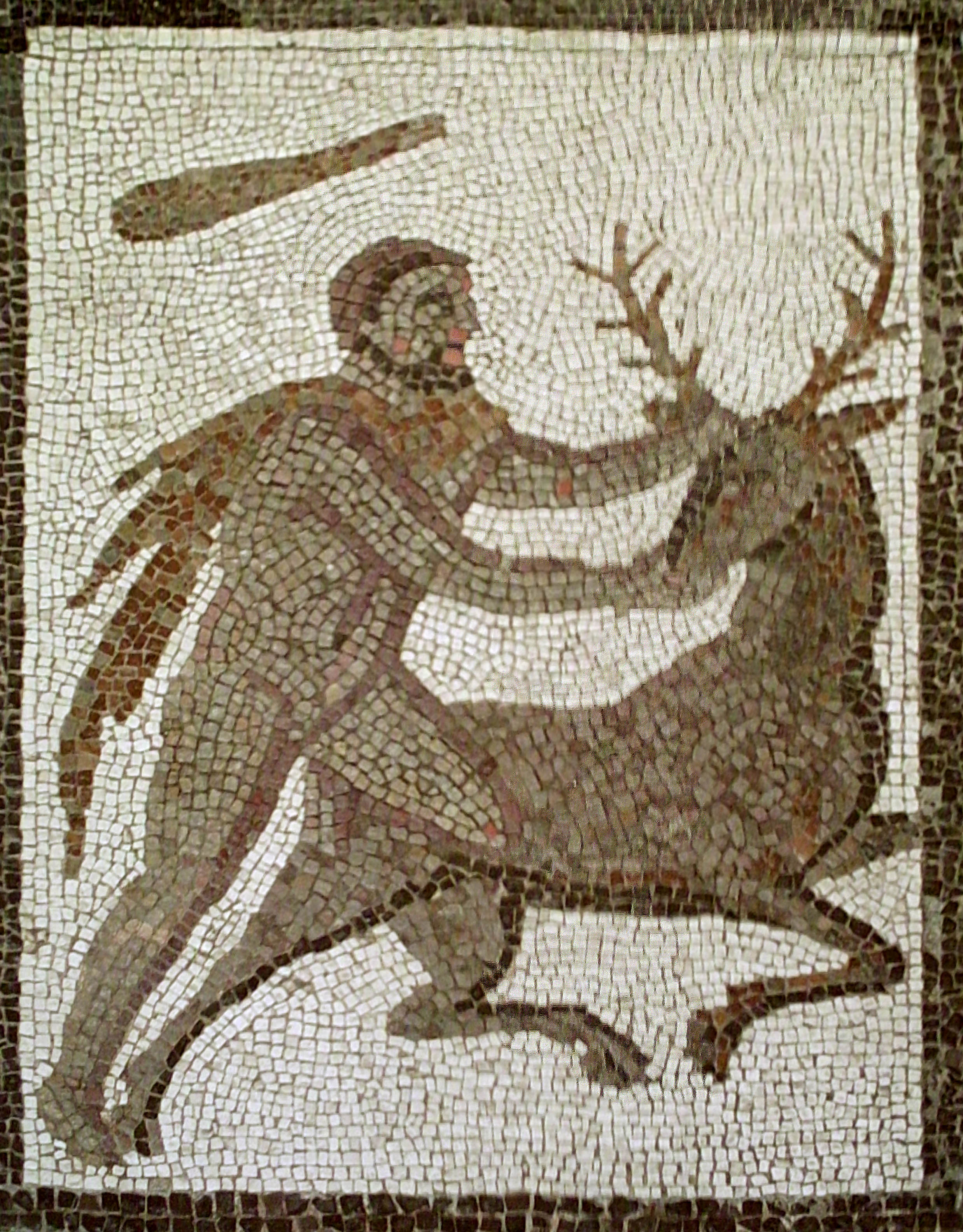
Mosaic dels dotze treballs d'Hèrcules procedent de Llíria, Camp de Túria

El mosaic romà necessitava una prèvia preparació en un taller. Allà es dissenyava la composició del mosaic, dividint-lo en parcel·les. Damunt d'aquest, s'obtenia un patró de papir o tela que permetia rebre les tessel·les (invertides, la cara que s'hauria de veure en ser col·locat definitivament, es trobava enganxada a la superfície de la tela o papir) seguint el model del disseny. Finalment, ho transportaven in situ, per tal de concloure la feina. El terreny on es disposaria el mosaic, havia de ser preparat prèviament. S'utilitzaven diverses tècniques de col·locació i treball, anomenats opus. El mosaic de la Villa Borghese fou fet amb opus tessellatum combinat amb opus vermiculatum. L'opus tessellatum es caracteritza per estar format de tessel·les cúbiques, totes iguals i de diferents tons. És molt apte per compondre dibuixos geomètrics, però no per escenes figurades. En el cas d'escenes d'aquests tipus, com el mosaic Borghese, s'utilitza l'opus vermiculatum, en que cada tessel·la adopta el contorn precís. Així, els contorns són formats amb opus vermiculatum i l'opus tessellatum s'utilitza per omplir el buit que deixa aquest contorn.

## Composició

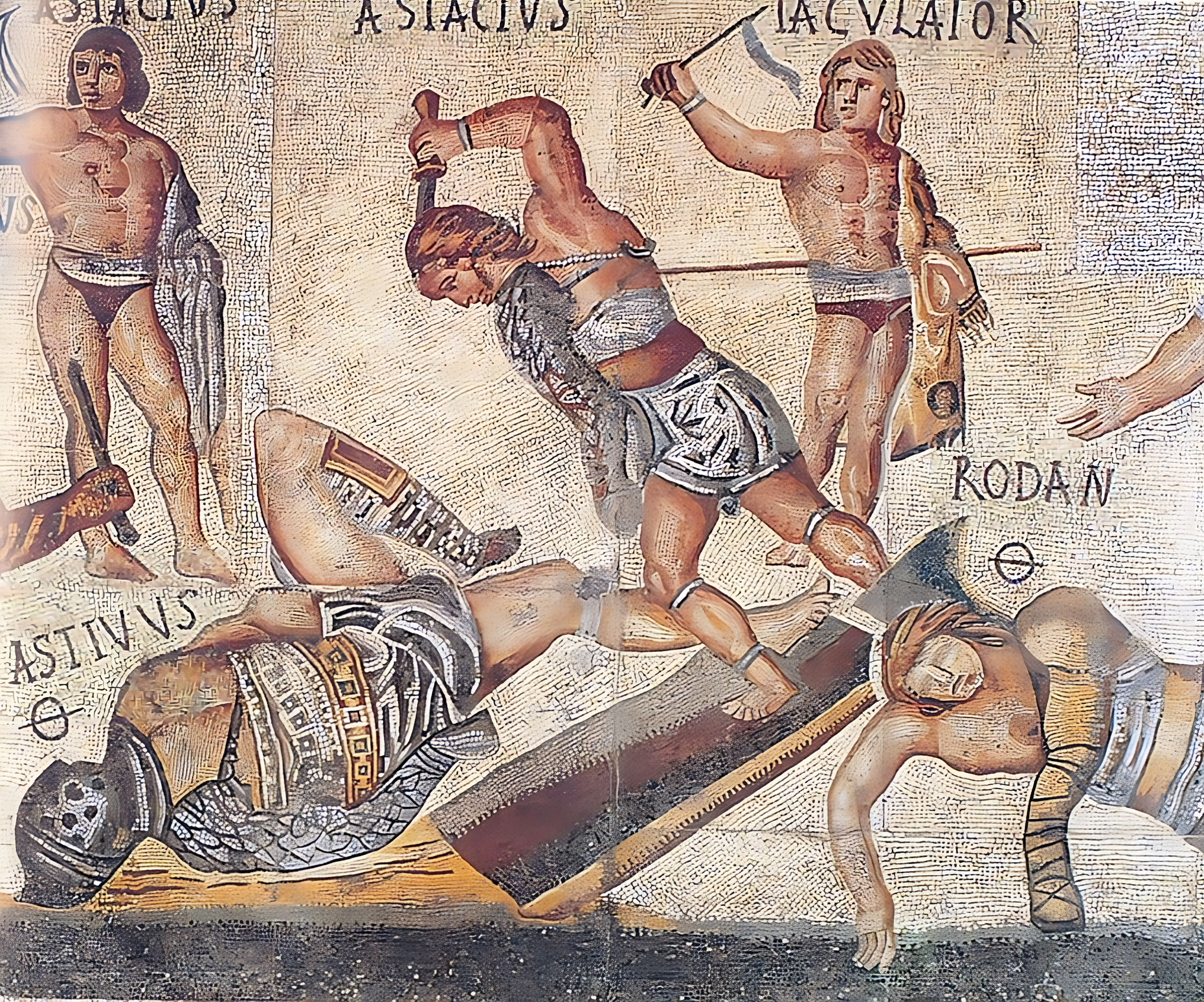
Detall del mosaic Munera Gladiatoria

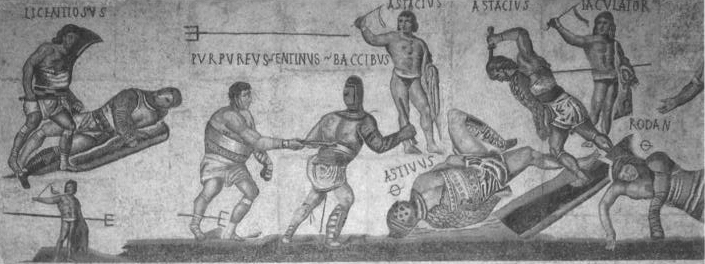
Mosaic Munera Gladiatoria a la Villa Borghese

El mosaic el trobem compost per imatges de Munera (lluites humanes entre gladiadors) i Venatione (lluites entre animals i gladiadors). La representació de la vestimenta i les armes de cada gladiador, ens aporta un gran ventall de les diferents indumentàries d'aquests personatges, que ens mostren els diferents tipus de gladiadors i per tant, les seves especialitats que es foren formant al llarg dels anys. Uns símbol compost d'una cercle ratllat amb una línia horitzontal, ens informa que el personatge que assenyalen, ha mort.
Els gladiadors representats en el mosaic, mostren el nom de cada personatge, incidit a la part superior de cada figura, damunt dels seus caps. Són denominacions diverses que mostren el sobrenom de cada gladiador. En el primer combat del lluitador, en cas de guanyar, es convertia en gladiador i adquiria el seu sobrenom. El sobrenom solia ser al·lusiu a les qualitats- reals o desitjades- del gladiador. El nom havia de ser ben sonant per tal de cridar l'atenció del públic, i que fos fàcil d'aprendre. També havien d'inspirar por i respecte al rival. Entre els sobrenoms escollits pels gladiadors predominaven noms mítics. També, els que evocaven animals o a les qualitats d'aquests. Altres al·ludien a les qualitats del gladiador o a la victòria. Així mateix, referit a parts de la vestimenta o metalls i pedres precioses. Altres apel·laven a la provocació i a la fama dels gladiadors, com un tal Lascivus.
Així, en el mosaic de la Villa Borghese trobem noms que pretenen fer referència a personatges mítics, com el cas de Cupido (déu de l'amor, fill de Venus), Belerefont (fill de Neptú o Glauc), Purpureus (gegant mitològic) o Baccibus (possible identificació amb el déu Dionís). També, sobrenoms que al·ludeixen a animals, trobem a Astacius (Àstac, un tipus de cranc) o Serpentius (serp). Hi ha la presència de noms derivats de metalls, com els cas d'Aurius, el qual podia fer referència al metall o a l'adjectiu daurat. Hi apareix també un personatge anomenat Iaculator, que era un tipus de gladiador encarregat de llençar javelines; podríem intuir que va adquirir el nom de la seva especialitat. Per concloure, fer menció a Lucentius, possiblement fa referència a l'adjectiu lluminós, tot i que podria estar parlant de Luceti (Apel·lació a Júpiter com a déu de la llum).
Les figures són volumètriques, de caràcter escultòric, mostrant la massa de musculatura. També podem veure un lleuger hieratisme en el moviment, tot i que hi ha preocupació per transmetre moviment i caos, ho veiem en l'acumulació de personatges i les posicions de les figures. La composició de les figures és anàrquica, al·ludint al continu moviment i caos. A la part inferior del mosaic, veiem l'única línia que delimita el mosaic. Tot i això, no presenta cap mena de perspectiva i els personatges es troben amuntegats. Sovint, a la part inferior d'alguns dels personatges, apareix una petita porció de terra que permet imaginar que es troben damunt de l'arena. L' importància fou mostrar detalladament la indumentària i la musculatura i policromia dels personatges, tant gladiadors com animals. Així, veiem un gran joc de clarobscurs que permeten les tessel·les policromades. El detallisme no incideix doncs, en la composició d'una possible perspectiva lineal. La profunditat, quan és necessària per entendre el concepte que es vol mostrar (en escenes d'amuntegament de personatges), és creada a partir de la juxtaposició dels cossos.